# Joaquín Pereyra
Joaquín Alejandro Pereyra Cantero (ur. 10 lipca 1994 w Montevideo) – urugwajski piłkarz występujący na pozycji środkowego obrońcy, od 2025 roku zawodnik meksykańskiego Correcaminos UAT.